# Hippopsis prona
Hippopsis prona är en skalbaggsart som beskrevs av Bates 1866. Hippopsis prona ingår i släktet Hippopsis och familjen långhorningar.
Artens utbredningsområde är Paraguay. Inga underarter finns listade i Catalogue of Life.